# Jacques Boudin de Tromelin
Pour les articles homonymes, voir Boudin et Tromelin.
Jacques Jean-Marie François Boudin, comte de Tromelin, né le 22 août 1771 à Ploujean et mort le 3 mars 1842 à Ploujean (Finistère), est un général français du Premier Empire.

## Biographie

### Enfance et origines
Jacques Jean-Marie François Boudin naît en 1771 dans une ancienne famille noble bretonne originaire des environs de Morlaix. Elle a fourni à la France un grand nombre d'officiers aux armées de terre et de mer. Il est fils de Nicolas Boudin de Tromelin, seigneur de Tromelin (1727-1790) et de Geneviève du Buisson de Vieux Châtel. Après des études à l'École militaire de Vendôme qu'il achève en 1787, il entre l'année suivante au service dans le régiment de Limousin, en garnison en Corse. Il émigre avec sa famille, en 1792 au début de la Révolution française.

### Carrière militaire
Jacques Boudin de Tromelin s'engage dans l'Armée des Princes en 1792 avec laquelle il fait toutes les campagnes du Rhin et de l'Ouest. En 1795, il prend part à l'Expédition de Quiberon. 
Parvenant à échapper aux exécutions qui suivirent, il rejoint Londres où il vit modestement de quelques leçons de dessin. Mais la France lui manque et Tromelin convainc le commodore anglais Sidney Smith de l'embarquer à bord de la frégate anglaise le HMS Diamond. 
L'épisode est raconté par G. Lenotre (1933):

« M. de Tromelin vivait donc agréablement à bord du Diamond, en simple amateur que la chasse de mer amuse; mais, dans la nuit du 18 au 19 avril 1796, son hôte, voulant lui donner le spectacle d'un exploit à sensation cingla témérairement, escorté d'une flottille; de cinq ou six canonnières, vers la rade dû Havre, accosta la frégate française Vengeur qui s'y trouvait mouillée en vue des côtes, s'empara du vaisseau et filait avec sa prise - vers un port anglais, quand une saute de vent; et la marée montante le poussèrent en Seine. Quelques chaloupes républicaines et le lougre Renard sortirent du port et se lancèrent à sa poursuite. Une corvette, commandée par le capitaine Le Loup, atteignit la péniche de Sydney Smith ; l'équipage sauta à l'abordage… Le Lion de la mer était pris ! »

Tout émigré pris sur le territoire de la République étant condamné à mort, sans sursis ni grâce possibles, Tromelin entreprend de se faire passer pour John Bromley, le domestique canadien du commodore Smith. Il est renvoyé en Angleterre, d'où il organise l'évasion du commodore. Il reçoit la croix de chevalier de Saint-Louis des mains du comte d'Artois, revient en France. 
Il rejoint ensuite à l'Armée catholique et royale de Normandie, il est à nouveau fait prisonnier à Caen en 1798, mais parvient à s'évader et fuit vers l'Est. Il sert comme major dans les troupes du sultan ottoman. Rayé de la liste des émigrés en 1802.  
Enrôlé dans l'armée turque, il prend part aux campagnes de Syrie et d'Égypte. Il rentre en France en 1802 et est incarcéré à l'Abbaye, lors de l'affaire Pichegru, Cadoudal et de Mehée de la Touche, il en sort au bout de six mois pour entrer, comme capitaine, au 112e régiment d'infanterie de ligne. 
Nommé chef de bataillon pendant la Campagne de Dalmatie en 1809, colonel à l'issue de la bataille de Wagram, il commande pendant quatre ans le 6e régiment croate, et devient en 1813 adjudant-général à l'Armée d'Allemagne. Il est promu au grade de général de brigade et fait comte d'Empire[réf. nécessaire] après la bataille de Leipzig (1813). Au printemps 1815, pendant les Cent-Jours, il est à la tête de la Brigade Tromelin au sein de la 20e division d'infanterie du 6e corps d'infanterie de l'Armée du Nord, dirigée par Napoléon Ier, et se bat vaillamment lors de la Bataille de Waterloo. Il commande la dernière brigade française sur le champ de bataille, et est chargé par le gouvernement provisoire de demander au duc de Wellington des passeports pour l'Empereur et contribue à faire cesser les hostilités sous Paris.
Resté dans l'armée sous la Restauration, il sert pendant la campagne d'Espagne de 1823, et obtient de grands succès à Igualada, Calders, Yorba et Tarragone, et est nommé lieutenant-général. 
En 1828, il publie des Observations sur les routes qui conduisent du Danube à Constantinople à travers le Balcan ou mont Hoemus, suivies de quelques réflexions sur la nécessité de l'intervention des puissances du midi de l'Europe dans les affaires de la Grèce, par le lieutenant-général comte de T. 
Chateaubriand dans ses Mémoires d’outre-tombe décrit son action pendant les Trois Glorieuses (1830) en ces termes :

« Pendant les Journées de juillet, il seconde activement M. de Sémonville dans les démarches qui amenèrent le retrait des ordonnances et le ministère de M. de Mortemart. Son rôle, dans ces néfastes journées, fut aussi courageux qu'honorable ; sa vie même fut un instant menacée, et il fallut que le général La Fayette le couvrît de sa personne à l'Hôtel de ville. »

Chargé d'une mission de réorganisation de l'armée pendant la Restauration, il démissionne en 1830 et se retire en Bretagne. Il y exerce les fonctions de maire de Ploujean jusqu'à sa mort. À la fin de sa carrière, il est Grand Officier et Grand cordon des ordres de Saint-Ferdinand d'Espagne et de Sainte-Anne de Russie, membre du Conseil général du Finistère et membre de la Société de géographie.
Le général de Tromelin était Grand officier de la Légion d'honneur.